# Linyphia emertoni
Linyphia emertoni là một loài nhện trong họ Linyphiidae.
Loài này thuộc chi Linyphia. Linyphia emertoni được Tord Tamerlan Teodor Thorell miêu tả năm 1875.